# 폴 브레머
루이스 폴 "제리" 브레머 3세(Lewis Paul "Jerry" Bremer III, 1941년 9월 30일~)는 미국의 정치인이다. 주네덜란드 미국 대사, 이라크 미군정 최고 행정관을 역임했다.